# Arpi Gabrieljan
Arpine „Arpi“ Gabrieljan (armenisch Արփինե „Արփի“ Գաբրիելյան, * 18. Oktober 1988 in Jerewan) ist eine armenische Schauspielerin, Moderatorin und Sängerin.

## Leben und Karriere
Gabrieljan wurde am 18. Oktober 1988 in Jerewan geboren. Ihr Debüt gab sie 2013 in dem Fernsehfilm It’s Me... Von 2014 bis 2015 spielte sie in der Serie Full House eine Hauptrolle. Außerdem spielte sie in Super Mother mit.
Im Dezember 2019 heiratete sie den Sänger und Schauspieler Mihran Tsarukjan. Im Juli 2020 bekam sie ihr erstes Kind namens Robert. 2021 war Gabrieljan in dem Film Once upon a time in the school zu sehen. Im selben Jahr brachte sie ihr Album Imn Es heraus.

## Filmografie
Filme
- 2013: It’s Me...
- 2015: Scotch & Whiskey
- 2015: Super Mother
- 2015: Vorogayt
- 2021: Once upon a time in the school

Serien
- 2014–2019: Full House

Sendungen
- 2009–2011: Show News
- 2011–2014: Pop Dictionary
- 2015: Hungry Games

## Diskografie

### Alben
- 2018: Arpi
- 2019: Amachelov
- 2017: Tsaghratsu
- 2021: Sere Mer
- 2021: Imn Es